# Endozom

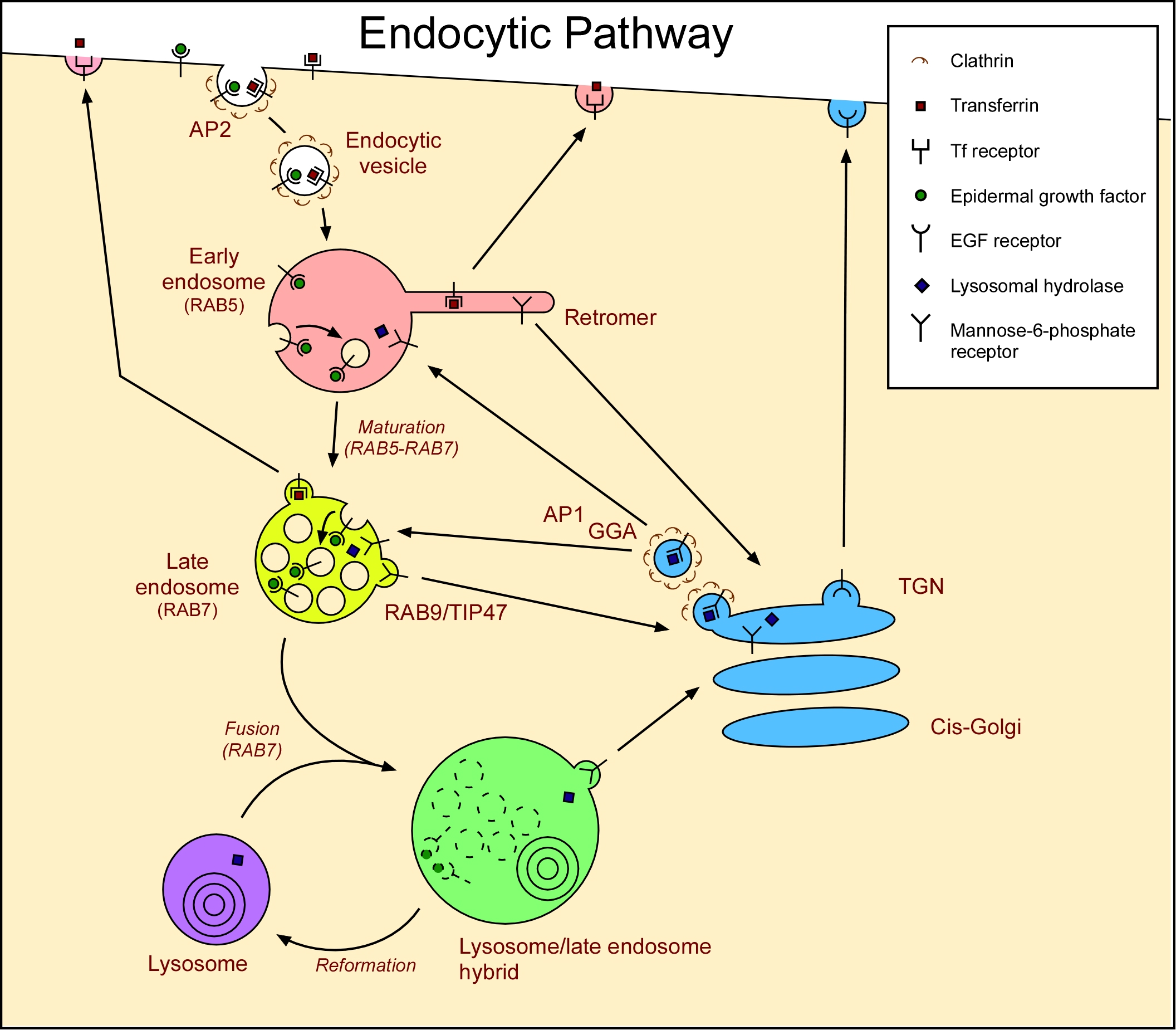
Endocytická kaskáda v buňkách má celou řadu kroků a odboček. Pomocí pikrogramů je znázorněn osud tří různých receptorů - EGF receptoru, transferinového receptoru a M6P receptoru

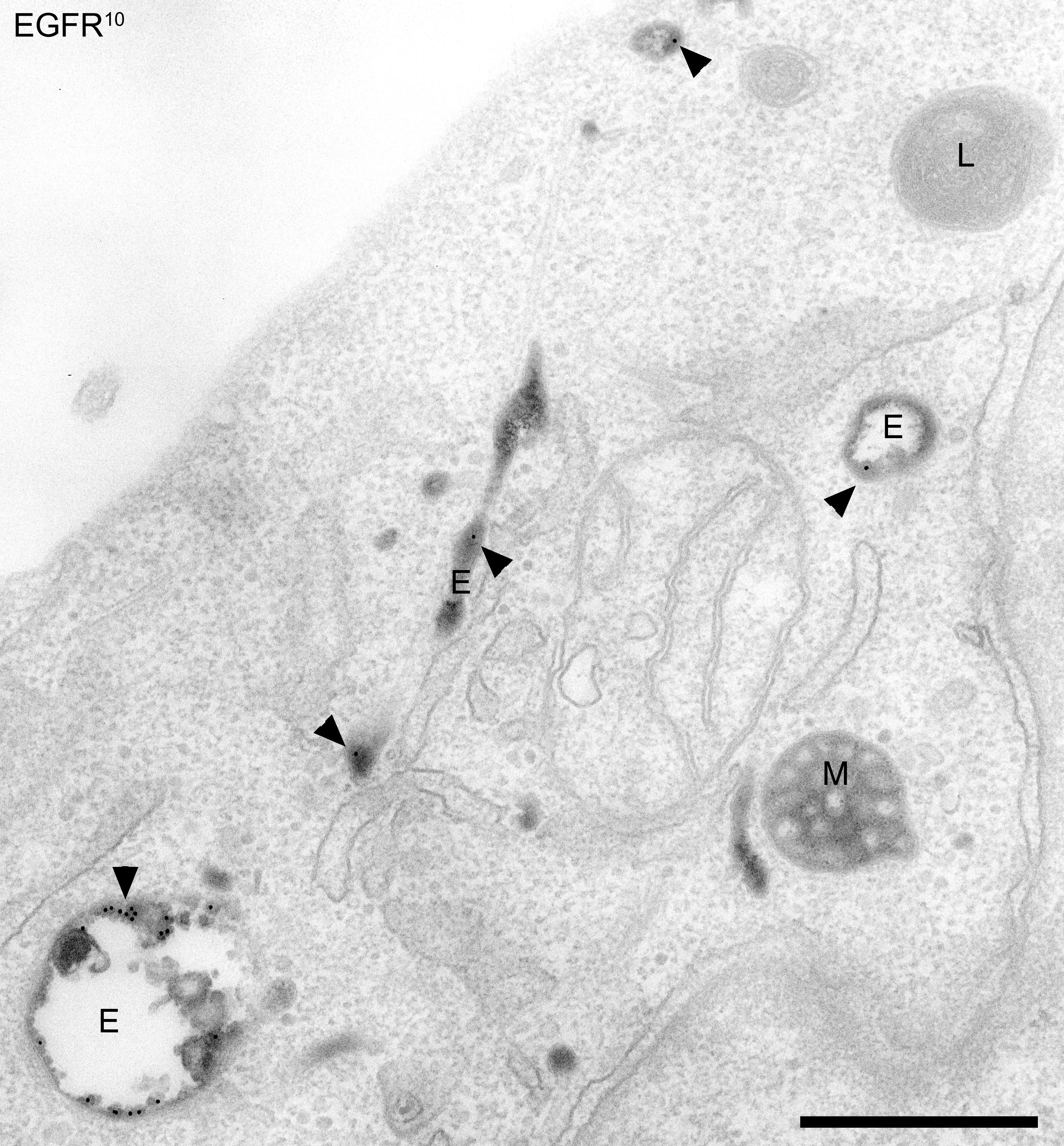
Endozomy v elektronovém mikroskopu; buňky HeLa

Endozom je membránový váček uvnitř eukaryotních buněk. Vzniká endocytózou a slouží k třídění endocytovaného materiálu. Dnes je známo několik druhů endozomů, které se uplatňují v různých fázích degradační dráhy a končí obvykle na lysozomu. Nejprve vzniká časný endozom a až v následných fázích (přes mezistupeň – „multivezikulární tělísko“) se vyvíjí pozdní endozom a následně dochází se splývání s lysozomy.
Obsah endozomu je kyselejší než cytosol. Kyselé prostředí je udržováno H+ pumpou poháněnou ATP, která čerpá protony z cytosolu do endozomu. Kyselé prostředí přiměje řadu receptorů uvolnit navázaný náklad.

## Časný endozom
Časný endozom vzniká spojováním např. klathrinových váčků vzniklých při endocytóze zprostředkované receptorem. Je to dynamický útvar a část obsahu vody, proteinů a lipidů se téměř ihned vrací pomocí váčků zpátky na plazmatickou membránu. Dělá se to pomocí specializovaných membránových domén, jejichž osud je ovládán pomocí Rab proteinů. Mimo domény, která směřuje přímo na plazmatickou membránu, je část váčků někdy posílána do tzv. recyklační endozomu (a až následně ven). V časném endozomu je pH asi 6,5. Následně váčky putují po mikrotubulech směrem ke středu buňky a mění se na pozdní endozomy.

## Pozdní endozom
Pozdní endozom je další typ vnitrobuněčného váčku (vezikulu), který vzniká v degradační kaskádě. Vzniká z časného endozomu (přes mezistadium známé jako multivezikulární tělísko, MCB) a má kyselejší pH (cca pH 6, podle jiných zdrojů až 4,5). Z pozdního endozomu je ještě úniku a je možno některé proteiny posílat přes Golgiho aparát zpátky na plazmatickou membránu buňky (takto se recyklují např. M6P receptory nebo jisté proteolytické enzymy). Už se v něm nicméně vyskytují některé hydrolytické enzymy dopravené z Golgiho aparátu, které zahajují proteolytický rozklad.